# Mirko Bäumer

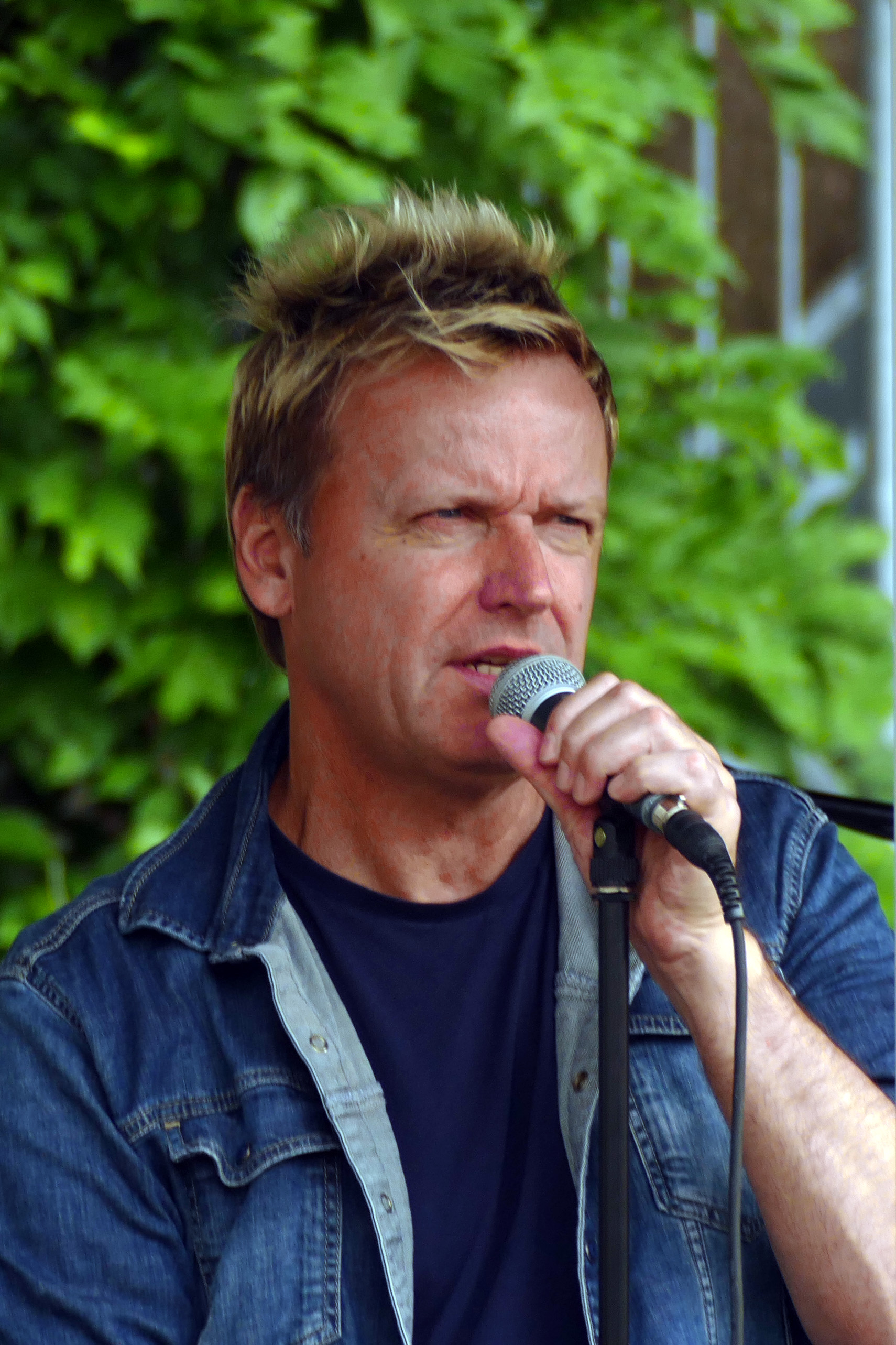
Mirko Bäumer, 2022

Mirko Bäumer (* 30. September 1968 in Hennef-Geistingen) ist ein deutscher Sänger. Seit 2017 ist er Mitglied der kölschen Band Bläck Fööss.

## Leben
Bäumer ist Tenor und nahm zwei Jahre Musikunterricht. Seine Musikerkarriere begann 1988 mit der Hennefer Band Soweit Sogut.  Danach war er bei der Gruppe Hausmarke, die sich später in Trademark umbenannte und international bei Konzerten auftrat.
Er war fast 20 Jahre lang Sänger bei den Queen-Coverbands Mayqueen und The Queen Kings. 2017 verließ er die Queen Kings und wechselte als Sänger zu den Bläck Fööss. Lokal tritt er noch mit den Lustigen Musikanten auf. Er ist verheiratet und hat zwei Töchter.

## Diskografie (Auswahl)
- 1997 Trademark – Another Time Another Place (DE: #26), Na Klar (Sony Music)
- 1997 Trademark – I’ll Be the One (Radio Edit) auf  Various – Booom `98, Ariola – 74321 54379 2, BMG – 74321 54379 2
- 2002 Martigan – Man of the Moment (Leadvocal), Floh Dur – 2 4939 8
- 2003 Krypteria – Eine phantastische Geschichte von Liebe, Hoffnung und Verrat (Chor), Sony Music Media – 5147302000

Mit The Queen Kings (Eigenveröffentlichungen)
- 2007 A Night with the Queen Kings
- 2007 A Day on Tour
- 2007 Made on Tour
- 2008 Another Day on Tour
- 2011 News of The Kings